# برت روتان

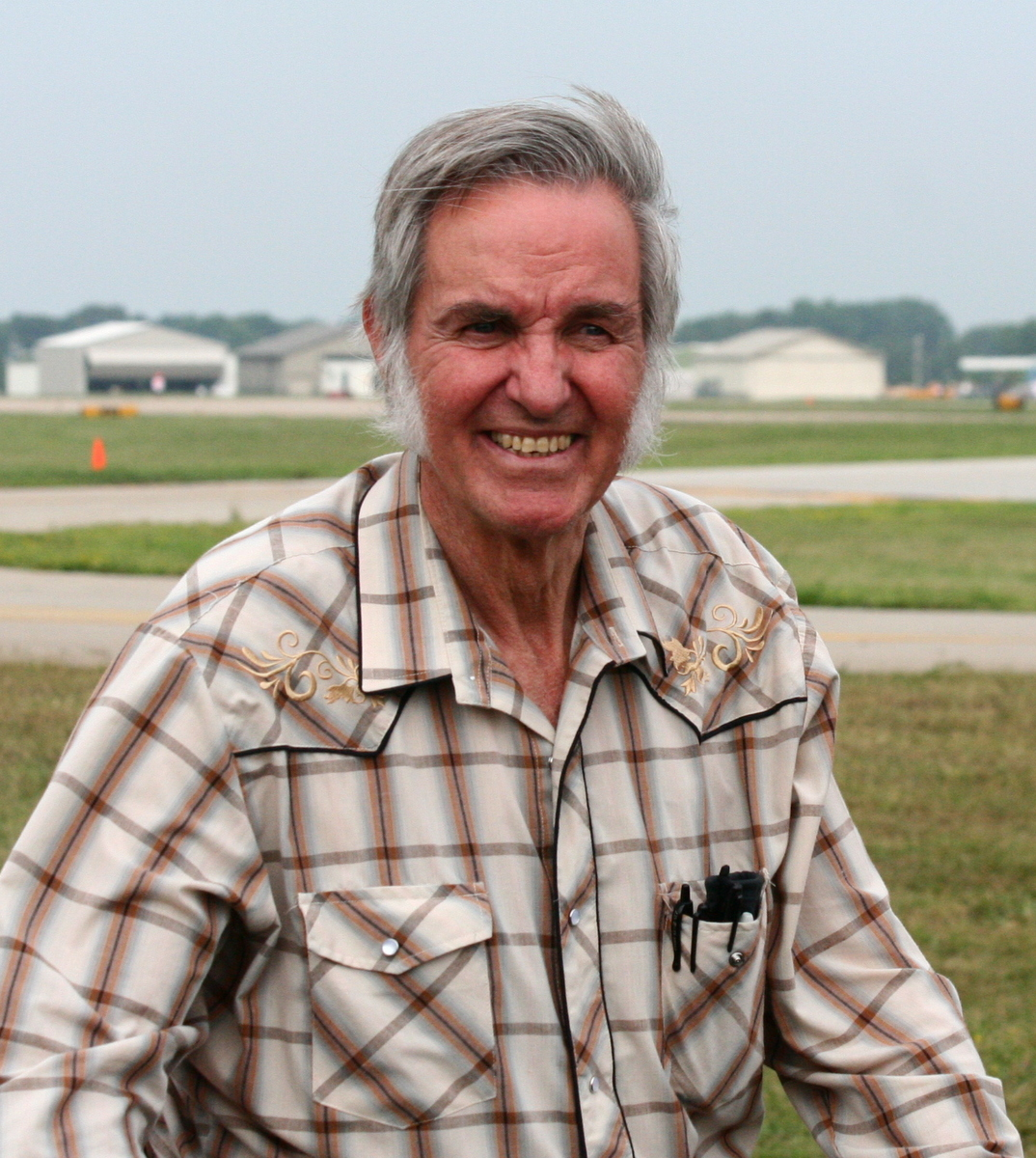

البرت لیاندر روتان معروف به برت روتان (به انگلیسی: Elbert Leander "Burt" Rutan) متولد ۱۹۴۳ اورگن، مهندس معروف هوا-فضا است که برندهٔ جایزه ایکس انصاری گردید.
او برای طراحی هواپیماهای سبک و غیر متعارف شهرت دارد و رئیس کنونی شرکت سکیلد کامپوزیتس است.